# Gucci Gang
Gucci Gang is een nummer van de Amerikaanse rapper Lil Pump uit 2017. Het is de vijfde single van zijn titelloze debuutalbum.
"Gucci Gang" werd gebruikt in vele 'memes' op sociale media. In Noord-Amerika was het nummer een grote hit. Het wist in de Amerikaanse Billboard Hot 100 de derde positie te bereiken. In Nederland was het nummer slechts goed voor een 2e positie in de Tipparade, en in de Vlaamse Ultratop 50 haalde het de 42e positie.